# 罗萨内斯旧堡
罗萨内斯旧堡，是西班牙加泰罗尼亚巴塞罗那省的一个市镇。总面积16平方公里，总人口1746人（2013年），人口密度107人/平方公里。